# Gloeohypochnicium
Gloeohypochnicium (Parmasto) Hjortstam – rodzaj grzybów należący do rzędu gołąbkowców (Russulales).

## Charakterystyka
Grzyby kortycjoidalne o owocniku rozpostartym, rozproszonym, przyrośniętym. Hymenofor gładki do guzowatego, brzeg nieokreślony. System strzępkowy monomityczny, strzępki ze sprzążkami, cienkościenne lub grubościenne. Występują sulfododatnie gleocystydy. Podstawki cylindryczne do wąsko maczugowatych, zwykle zwężone, 4-sterygmowe, ze sprzążką bazalną. Bazydiospory elipsoidalne do kulistych, wyraźnie grubościenne, brodawkowate, nieamyloidalne, cyjanofilne.
Gloeohypochnicium odróżnia się od Hypochnicium sulfododatnimi gleocystydami, ornamentacją i grubą ścianą bazydiospor. Filogenetycznie pokrewieństwo Gloeohypochnicium jest niejasne.

## Systematyka i nazewnictwo
Pozycja w klasyfikacji według Index Fungorum: Incertae sedis, Russulales, Incertae sedis, Agaricomycetes, Agaricomycotina, Basidiomycota, Fungi.
Po raz pierwszy takson ten utworzył w 1968 r. Erast Parmasto jako Hypochnicium subgen. Gloeohypochnicium (bazonim). W 1987 r. Kurt Hjortstam podniósł go do rangi odrębnego rodzaju.
Gatunki:
- Gloeohypochnicium analogum (Bourdot & Galzin) Hjortstam 1987 – tzw. nalotnica woskowa
- Gloeohypochnicium versatum (Burt) Tellería, M. Dueñas, Melo & M.P. Martín 2010

Polską nazwę w 2003 r. zarekomendował Władysław Wojewoda dla nazwy naukowej Hypochnicium analogum. Jest niespójna z aktualną nazwą naukową.